# Stefan Schumacher
Stefan Schumacher (Ostfildern, Baden-Württemberg, 21 de juliol de 1981) és un ciclista alemany, professional des del 2002. Actualment corre a l'equip Kuwait-Cartucho.es.
El 6 d'octubre de 2008, es va anunciar que durant la disputa del Tour de França d'aquell any, en què havia guanyat dues etapes, va donar positiu per EPO de 3a generació. Se li van treure els triomfs d'etapa i va ser sancionat durant dos anys.
El 2011 va reaparèixer, ja competint en equips de categoria continental.

## Palmarès
- 2004
  - 1r a la Druivenkoers Overijse
  - Vencedor d'una etapa a la Volta a Baviera
- 2005
  - 1r a la Ster Elekrotoer
  - 1r a la Volta a la Baixa Saxònia
  - Vencedor de 4 etapes de la Volta a Renània-Palatinat
- 2006
  - 1r al Circuit de La Sarthe
  - 1r a l'Eneco Tour i vencedor d'una etapa
  - 1r a la Volta a Polònia i vencedor de 2 etapes
  - Vencedor de 2 etapes del Giro d'Itàlia
  - Vencedor d'una etapa del Volta a Saxònia
- 2007
  - 1r a la Volta a Baviera i vencedor d'una etapa
  - 1r a l'Amstel Gold Race
  - Vencedor d'una etapa de la Tirrena-Adriàtica
- 2008
  - Vencedor d'una etapa de la Volta a Baviera
  - Vencedor de 2 etapes del Tour de França
- 2011
  - Vencedor de 2 etapes de la Volta a Astúries
  - Vencedor de 2 etapes del Tour de l'Azerbaidjan
- 2012
  - 1r a la Volta a Sèrbia i vencedor d'una etapa
  - 1r a la Volta a la Xina II i vencedor de 2 etapes
- 2013
  - Vencedor d'una etapa del Tour d'Algèria
  - Vencedor d'una etapa del Sibiu Cycling Tour
- 2014
  - Vencedor d'una etapa de la Szlakiem Grodów Piastowskich
  - Vencedor d'una etapa del Tour de Beauce
- 2016
  - 1r a la Volta al Marroc

### Resultats al Giro d'Itàlia
- 2006. 76è de la classificació general. Vencedor de 2 etapes

### Resultats al Tour de França
- 2007. 87è de la classificació general
- 2008. 25è de la classificació general. Vencedor de 2 etapes

### Resultats a la Volta a Espanya
- 2007. No surt (18a etapa)
- 2008. No surt (19a etapa)